# Cytidine monophosphate
Pour les articles homonymes, voir CMP.
La cytidine monophosphate (CMP), ou acide 5'-cytidylique, est un ribonucléotide présent dans l'ADN et l'ARN. C'est un ester d'acide phosphorique et de cytidine, un nucléoside. Le CMP est composé d'un groupement phosphate, d'un pentose (le ribose), et d'un résidu cytosine, une base nucléique pyrimidique.